# 1E busz (Székesfehérvár)
A székesfehérvári 1E jelzésű autóbusz autóbusz az Autóbusz-állomás – Berényi út – Béla út – Nagyszombati út – Pozsonyi út – Géza utca – Király sor – Budai út – Autóbusz-állomás útvonalon közlekedett hétvégente az éjszakai órákban. Az autóbuszjáratot a Alba Volán üzemeltette.

## Útvonala
| Autóbusz-állomás - Öreghegy - Autóbusz-állomás                                                              | Autóbusz-állomás - Öreghegy - Autóbusz-állomás                                                         |
| --- | --- |
| - Piac tér - Palotai út - Schwäbisch Gmünd u. - Mátyás király krt. - Szekfű Gyula u. - Berényi út - Béla u. | - Nagyszombati út - Pozsonyi út - Karinthy Frigyes utca - Géza utca - Király sor - Budai út - Piac tér |

## Megállóhelyei
| 0  | Autóbusz-állomás induló végállomás  | 10, 11, 11A, 11G, 12, 12A, 12Y, 13, 13A, 13G, 14, 14G, 15, 15A, 15Y, 26, 26A, 26G, 27, 36, 37, 38, 42, 43, 44 |
| 1  | György Oszkár tér                   | 10, 11, 12, 13, 14, 17, 26, 26A, 26G, 27, 36, 37, 38                                                          |
| 2  | Ybl Miklós lakótelep                | 16, 16A, 17, 19, 26, 26A, 26G, 27, 38                                                                         |
| 3  | II. Rákóczi Ferenc Általános Iskola | 19, 26, 26A, 26G, 27, 38                                                                                      |
| 4  | Királykút lakónegyed                | 19, 26, 26A, 26G, 27, 32, 38                                                                                  |
| 5  | Olaj utca                           | 19, 26, 26A, 27, 32, 38                                                                                       |
| 5  | Vértanú utca                        | 19, 26, 26A, 26G, 27, 32, 38                                                                                  |
| 6  | Álmos vezér utca                    | 19, 26, 26A, 26G, 27, 32, 38                                                                                  |
| 7  | Pozsonyi út                         | 19, 23, 26, 26A, 26G, M26, 32                                                                                 |
| 8  | Videoton                            | 19, 23, 23E, 26, 26A, 26G, M26, 31, 31E, 32                                                                   |
| 9  | Köztemető                           | 26, 31 |
| 10 | Bicskei utca                        | 26, 31 |
| 10 | Szeredi utca                        | 26, 31 |
| 11 | Béla út                             | 26, 31 |
| 12 | Kassai utca, Nagyszombati utca      | 26A, 32 |
| 13 | Zsolnai út, Nagyszombati út         | 24 |
| 14 | Zsolnai út, Lomnici utca            | 24 |
| 15 | Bányató                             | 24 |
| 16 | Farkasdi utca                       | 24 |
| 16 | Bajmóci utca                        | 24 |
| 17 | Zobori út                           | 24 |
| 18 | Rozsnyói út                         | 24 |
| 19 | Pozsonyi út, Fiskális út            | 23, 23E, 25, 31, 31E                                                                                          |
| 20 | Karinthy Frigyes utca               | 24, 25 |
| 21 | Karinthy tér                        | 24, 25 |
| 22 | Kadocsa utca                        | 24, 25 |
| 23 | Géza utca, Kisteleki utca           | 24, 25 |
| 24 | Király sor, Géza utca               | 16, 16A, 17, 31                                                                                               |
| 24 | Király sor                          | 14, 22, 23, 31E, 42, 43, 44                                                                                   |
| 25 | Zrínyi utca                         | 14, 22, 23, 23E, 31E, 42, 43, 44                                                                              |
| 26 | Budai út, Gáz utca                  | 14, 14G, 22, 23, 23E, 42, 43, 44                                                                              |
| 27 | Távirda utca                        | 14, 22, 42, 43, 44                                                                                            |
| 28 | Autóbusz-állomás érkező végállomás  | 10, 11, 11A, 11G, 12, 12A, 12Y, 13, 13A, 13G, 14, 14G, 15, 15A, 15Y, 26, 26A, 26G, 27, 36, 37, 38, 42, 43, 44 |